# 8308 Джулі-Меліса
8308 Джулі-Меліса (8308 Julie-Melissa) — астероїд головного поясу, відкритий 17 квітня 1996 року.
Тіссеранів параметр щодо Юпітера — 3,568.